# Hamlet (pel·lícula de 1964)
Hamlet (títol original en rus Гамлет, Gàmlet) és una pel·lícula soviètica de 1964 dirigida per Grigori Kózintsev, basada en l'obra de teatre de William Shakespeare traduïda per Borís Pasternak.
Kózintsev es serveix d'un castell d'Estònia per a retratar Helsingør; aquesta "presó de pedra" és una metàfora de l'estat mental que ha d'adoptar Hamlet per a complir el seu ferm propòsit.

## Argument
Helsingør, a la Dinamarca medieval. El jove príncep Hamlet, enamorat d'Ofèlia, ha de venjar la mort del seu pare, assassinat pel seu propi germà Claudi, qui li va robar el tron i es va casar amb la seva vídua (la reina Gertrudis). Per a aconseguir-ho, Hamlet es farà passar per boig i recrearà els fets en una obra teatral que representarà una companyia de comediants errants.

## Repartiment
- Innokenti Smoktunovski: príncep Hamlet
- Mikhaïl Nazvànov: rei Claudi
- Elza Radziņa: reina Gertrudis
- Iuri Tolubèiev: Poloni
- Anastasia Vertínskaia: Ofèlia
- Vadim Medvèdev: Guildenstern
- Ígor Dmítriev: Rosencrantz
- Vladímir Ehrenberg: Horaci
- Stepan Olèksenko: Laertes
- Aadu Krevald: Fortinbras
- Ants Lauter: sacerdot
- Víktor Kolpakov: enterrador

## Premis i nominacions
D'entre tots els guardons a què va optar la pel·lícula, destaquen:

### Nominacions
- 1966 - BAFTA a la millor pel·lícula per Grigori Kózintsev
- 1966 - BAFTA al millor actor estranger per Innokenti Smoktunovski
- 1967 - Globus d'Or a la millor pel·lícula en llengua estrangera

### Premis
- 1964 - Festival Internacional de Cinema de Venècia: Gran Premi del Jurat per Grigori Kózintsev
- 1964 - Festival Internacional de Cinema de Venècia: Premis Especial del Jurat per Grigori Kòzintsev
- 1964 - Premi Sant Jordi a la millor interpretació en pel·lícula estrangera per Innokenti Smoktunovski